# Боронка
Боронка — река в Московской области России, правый приток Гуслицы.
Берёт начало к югу от станции Куровская Казанской железной дороги, впадает в Гуслицу ниже деревни Слободище. Почти на всём протяжении река спрямлена каналом.
Длина — 12 км. Равнинного типа. Питание преимущественно снеговое. Боронка замерзает в ноябре — начале декабря, вскрывается в конце марта — апреле.
Боронка представляет интерес для туристов, поскольку на её берегах нет деревень, зато они заросли мачтовыми сосновыми борами. Туристы прокладывают по ней маршруты к низовьям Гуслицы, а затем вверх по Нерской до станции Подосинки Казанской железной дороги.